# Staré číslování evropských mezinárodních silnic
Číslování evropských mezinárodních silnic, zaváděné od 60. let, prošlo v 80. letech radikální reformou, která nepřevzala z původního systému v zásadě nic (pouze dva dlouhé úseky silnic E4 a E6 ve Skandinávii zůstaly z praktických důvodů očíslovány stejně). Evropské silnice byly ve starém systému rozloženy na kontinentu méně rovnoměrně než v novém, nejvyšší hustota byla v oblasti Beneluxu a okolí a síť byla celkově řidší. Číslování se provádělo méně systematicky, beze snahy o dodržování struktury, páteřní silnice měly čísla od 1 do 27 a ostatní 31 a výše. Doplňkové evropské silnice II. třídy nebyly zavedeny.
Územím dnešního Česka procházely staré evropské silnice E7, E12, E14, E15, E16, E84 a E85.
Následující seznam ukazuje průběh evropských mezinárodních silnic podle starého číslování. Státy jsou uvedeny podle tehdejšího stavu (60.–80. léta). Sovětský svaz se systému účastnil pouze výběrově, většina tras vedených tímto směrem končila na jeho hranici. Trasy nebyly vůbec vedeny přes Albánii, Irsko, Island a většinu evropských ministátů. Oproti současnému systému však do sítě bylo zahrnuto Lichtenštejnsko.

## Páteřní silnice

### E 1–9
- E1  Londýn – Southampton přívoz  Le Havre – Paříž – Auxerre – Beaune – Mâcon – Lyon – Valence – Aix-en-Provence – Nice –  Janov – Pisa – Řím – Neapol – Reggio di Calabria přívoz Messina – Palermo
- E2  Londýn – Dover přívoz  Calais – Arras – Cambrai – Remeš – Saint-Dizier – Dijon – Pontarlier –  Lausanne – Martigny – Brig –  Domodossola – Milán – Boloňa – Ancona – Foggia – Bari – Brindisi
- E3  Lisabon – Coimbra –  Salamanca – Valladolid – Burgos – San Sebastián –  Bayonne – Bordeaux – Poitiers – Tours – Chartres – Paříž – Arras – Lille –  Gent – Antverpy –  Eindhoven –  Duisburg – Dortmund – Münster – Osnabrück – Brémy – Hamburk – Flensburg –  Kolding – Vejle – Aarhus – Frederikshavn přívoz  Göteborg – Örebro – Stockholm – Norrtälje přívoz  Turku – Helsinky –  Petrohrad (Leningrad)
- E4  Lisabon –  Badajoz – Madrid – Zaragoza – Barcelona –  Perpignan – Narbonne – Montpellier – Valence – Grenoble – Chambéry –  Ženeva – Lausanne – Bern – Olten – Basilej –  Freiburg – Karlsruhe – Mannheim – Frankfurt nad Mohanem – Kassel – Hannover – Hamburk – Lübeck – Puttgarden přívoz  Rodbyhavn – Kodaň – Helsingør přívoz  Helsingborg – Jönköping – Norrköping – Stockholm – Sundsvall – Umeå – Luleå –  Tornio – Oulu – Jyväskylä – Helsinky
- E5  Londýn – Dover přívoz  Calais –  Ostende – Gent – Brusel – Lutych –  Cáchy – Kolín nad Rýnem – Frankfurt nad Mohanem – Würzburg – Norimberk – Pasov –  Linec – Vídeň –  Ráb – Budapešť – Szeged –  Novi Sad – Bělehrad – Niš – (severní větev E5N přes  Sofie – Chaskovo – Drinopol –  Babaeski, jižní větev E5S přes Skopje –  Soluň – Komotini –  Keşan) – Istanbul – Ankara
- E6  Řím – Florencie – Boloňa – Verona – Bolzano –  Innsbruck –  Garmisch-Partenkirchen – Mnichov – Norimberk – Bayreuth –  Gera – Lipsko – Berlín – Neubrandenburg – Stralsund – Sassnitz přívoz  Trelleborg – Malmö – Helsingborg – Göteborg –  Oslo – Trondheim – Storfjord – Kirkenes
- E7  Řím – Perugia – Ravenna – Boloňa – Padova – Benátky – Udine –  Villach – Celovec – Most nad Murou – Vídeň –  Brno – Olomouc –  Těšín – Krakov – Radom – Varšava
- E8  Londýn – Harwich přívoz  Hoek van Holland – Haag – Utrecht – Apeldoorn –  Osnabrück – Hannover –  Magdeburg – Berlín – Frankfurt nad Odrou –  Świebodzin – Poznaň – Krośniewice – Varšava –  Brest – Minsk – Smolensk – Moskva
- E9  Amsterdam – Utrecht – Eindhoven – Maastricht –  Lutych –  Lucemburk –  Mety – Štrasburk – Colmar –  Basilej – Olten – Lucern – Bellinzona –  Milán – Tortona – Janov

### E 10–19
- E10  Paříž – Cambrai –  Mons – Brusel – Antverpy –  Breda – Rotterdam – Haag – Amsterdam – Leeuwarden – Groningen
- E11  Paříž – St.-Dizier – Nancy – Štrasburk –  Karlsruhe – Stuttgart – Ulm – Mnichov –  Salcburk
- E12  Paříž – St.-Dizier – Mety –  Saarbrücken – Mannheim – Heilbronn – Norimberk –  Plzeň – Praha – Hradec Králové –  Kladsko – Vratislav – Lodž – Varšava – Białystok – Kuźnica (–  Grodno)
- E13  Brest – Nantes – Tours – Bourges – Mâcon – Lyon – Chambéry –  Turín – Milán – Brescia – Verona – Padova
- E14  Terst – Udine –  Villach – Salcburk – Linec –  České Budějovice – Praha – Turnov –  Jelení Hora – Lehnice – Zelená Hora – Świebodzin – Gorzów Wielkopolski – Štětín – Svinoústí přívoz  Ystad – Malmö
- E15  Hamburk –  Ludwigslust – Berlín – Drážďany –  Teplice – Praha – Jihlava – Brno – Bratislava –  Ráb – Budapešť – Püspökladány –  Oradea – Kluž – (hlavní větev přes Târgu Mureș – Brašov, větev E15A přes Sibiň – Pitești) – Bukurešť – Konstanca
- E16  Bratislava – Žilina –  Těšín – Katowice – Piotrków Trybunalski – Lodž – Toruň – Gdaňsk
- E17  Beaune – Dijon – Vesoul – Belfort –  Basilej – Olten – Curych –  Bregenz – Innsbruck – Wörgl –  Bad Reichenhall –  Salcburk
- E18  Stavanger – Kristiansand – Oslo –  Karlstad – Örebro – Västerås – Stockholm
- E19  Igumenica – Janina – Antirion přívoz Rion – Patra – Korint

### E 20–27
- E20  Florina – Soluň –  Sofie – Ruse –  Bukurešť – Buzău – Bacău – Suceava – Siret (–  Černovice)
- E21  Ženeva – (větev E21A přes  Thonon-les-Bains –  Martigny, větev E21B přes  Annemasse – Chamonix) –  Aosta – Turín – Savona (– Janov)
- E22  Berlín – Chotěbuz –  Lehnice – Vratislav – Opolí – Katovice – Krakov – Řešov – Přemyšl (–  Lvov)
- E23  Smyrna – Afyonkarahisar – Ankara – Kayseri – Sivas – Erzincan – Erzurum – Ağrı
- E24  E5S (Drinopol) – Keşan – Gelibolu – přívoz Çanakkale – Smyrna – Antalya – Adana – Gaziantep – Cizre – Hakkâri
- E25  Burgos – Madrid – Linares – Sevilla – Cádiz – Algeciras
- E26  Barcelona – Valencia – Alicante – Granada – Málaga – Algeciras
- E27  Terst –  Pula – Rijeka – Zadar – Split – Dubrovník – Petrovac – Podgorica (Titograd) – Priština – Skopje –  Sofie – Veliko Tarnovo – Šumen – Varna

## Odbočky a propojky

### E 31–39
- E31  Londýn – Doncaster – Darlington – Newcastle upon Tyne – Edinburgh
- E32  Abington – Edinburgh – Perth
- E33  Londýn – Birmingham – Manchester – Carlisle – Abington – Glasgow – Greenock
- E34  Birmingham – Holyhead
- E35  Amsterdam – Zwolle – Groningen –  Oldenburg – Brémy
- E36  Hoek van Holland – Rotterdam – Utrecht – Arnhem –  Duisburg – Düsseldorf – Kolín nad Rýnem
- E37  Utrecht – Breda
- E38  Breda – Eindhoven
- E39  Antverpy –  Maastricht –  Cáchy

### E 40–49
- E40  Brusel – Namur –  Lucemburk
- E41  Lille –  Mons – Namur – Lutych
- E42  Kolín nad Rýnem –  Lucemburk –  Saarbrücken –  E9 (Štrasburk)
- E43  E1 (Auxerre) – Dijon
- E44  Belfort – Colmar
- E45  E2 (Dijon) –  Ženeva
- E46  Lyon –  Ženeva
- E47  Aix-en-Provence – Marseille
- E48  Montpellier – E1 (Aix-en-Provence, Marseille)
- E49  Bordeaux – Toulouse – Narbonne

### E 50–59
- E50  Coimbra – Porto –  A Coruña – Oviedo – Santander – San Sebastián
- E51  E3 (Salamanca) –  E50 (Porto)
- E52  Lisabon –  Sevilla
- E53  Turín – Tortona
- E54  Tortona – Piacenza – Brescia
- E55  Pisa – Florencie
- E56  Řím – Latina – Caserta – Benevento – Foggia
- E57  Neapol – E56 (Benevento)
- E58  Bari – Taranto
- E59  Messina – Syrakusy

### E 60–69
- E60  Lucern – Curych
- E61  Mnichov – Kempten –  Bregenz –  Chur – Bellinzona
- E62  Magdeburg – Halle – Lipsko – Saská Kamenice (Karl-Marx-Stadt) – Plavno
- E63  Dortmund – Kassel –  Eisenach – Erfurt – Gera – Saská Kamenice – Drážďany
- E64  Berlín – Neubrandenburg – Rostock – Warnemünde přívoz Gedser – E4 (Kodaň)
- E65  Lübeck –  Rostock – Stralsund
- E66  Kodaň – Roskilde – Korsør přívoz Nyborg – Odense – Kolding – Esbjerg
- E67  E66 (Odense) – Vejle
- E68  Oslo – Bergen
- E69  E6 (Oslo) – Ålesund

### E 70–79
- E70  Curych –  Donaueschingen – Stuttgart – Heilbronn – Würzburg – Fulda –  Eisenach
- E71  E4 (Hannover) – Brémy – Bremerhaven
- E72  E8 (Apeldoorn) –  Lingen – Brémy
- E73  Kolín nad Rýnem – Wuppertal – Dortmund – Bielefeld – E8 (Hannover)
- E74  Berlín – Schwedt –  Štětín
- E75  Sundsvall – Östersund –  Trondheim
- E76  Oslo – Haugesund
- E77  Feldkirch –  Schaan –  Buchs
- E78  Tornio – Kaaresuvanto –  Storfjord – Tromsø
- E79  Helsinky – Tampere – Vaasa

### E 80–89
- E80  Turku – Tampere – Jyväskylä – Kuopio
- E81  Gdaňsk – Elbląg – Varšava – Lublin – Zamość – Hrebenne (–  Lvov)
- E82  Piotrków Trybunalski – Varšava
- E83  Jelení Hora – Vratislav – Poznaň – Bydhošť – E16 (Gdaňsk)
- E84  Vídeň –  Jihlava
- E85  E7 (Olomouc) – Žilina – Košice – Vyšné Nemecké (–  Užhorod)
- E86  E11 (Mnichov) –  Wörgl
- E87  Janina – Trikala – Larisa – Volos
- E88  Janina – Preveza
- E89  Patra – Tripolis

### E 90–99
- E90  Florina – Trikala – Lamia – Atény
- E91  E7 (Benátky/Udine) – Terst
- E92  Soluň – Larisa – Lamia – Atény – Korint – Tripolis – Gytheion
- E93  Terst –  Lublaň –  Štýrský Hradec – Most nad Murou
- E94  Celovec –  Lublaň – Záhřeb – Bělehrad – Vršac –  Temešvár – Craiova – Pitești – Bukurešť
- E95  Konstanca –  Varna – Burgas –  Babaeski
- E96  Rijeka – Záhřeb –  Budapešť – Miškovec –  Košice
- E97  E20 (Ruse) – Veliko Tarnovo – Chaskovo –  Komotini
- E98  Ruse – Šumen
- E99  E24 – Malatya – Elazığ – Tunceli – E23

### E 100–
- E100  Trabzon – Gümüşhane – Bayburt – E23 (Erzurum)
- E101  Madrid – Valencia
- E102  Badajoz – Sevilla
- E103  Bailén – Granada – Motril – Málaga
- E104  Smyrna – Çanakkale – Keşan
- E105  Smyrna – Balıkesir – Bursa – İzmit
- E106  Janina – Igumenica